# COREU
COREU (französisch Correspondance Européenne ‚Telexnetz der europäischen Korrespondenten‘, in Österreich EUKOR-Netzwerk) ist ein Kommunikationsnetzwerk der EU für die Kommunikation des EU-Rats, der europäischen Korrespondenten in den Außenministerien der EU-Mitgliedstaaten, permanenten Vertretern der EU-Mitgliedstaaten in Brüssel, der Europäischen Kommission und dem Generalsekretariat des Rates der Europäischen Union für außenpolitische Zwecke. Auffallend ist die Abwesenheit des Europäischen Parlaments unter den Teilnehmern.
COREU entspricht somit dem Secret Internet Protocol Router Network (SIPRNet, auch bekannt als Intelink-S) der USA. Das offizielle Ziel von COREU ist die schnelle Kommunikation in Krisenfällen. Das Netzwerk erzeugt eine Voraussetzung zur engeren Zusammenarbeit in außenpolitischen Themen. Tatsächlich geht die Funktion des Systems über reine Kommunikation hinaus und bietet die Möglichkeit, Entscheidungen zu treffen. Als erstes Ziel sollte COREU den Austausch von Informationen vor und nach Entscheidungen ermöglichen. Als zweites Ziel sollen vorgelagerte Verhandlungen zur Vorbereitung von Treffen und Meetings übermittelt werden. Darüber hinaus ermöglicht das System aber auch das Bearbeiten von Dokumenten und die Entscheidungsfindung, insbesondere wenn dafür wenig Zeit zur Verfügung steht. Während die ersten beiden Ziele vorbereitende Maßnahmen der gemeinsamen Außenpolitik sind, bedeutet die dritte eine durch praktische Tätigkeit gekennzeichnete, methodische Variante, die für das Bild der gemeinsamen Außen- und Sicherheitspolitik der EU bestimmend ist.

## Teilnehmer
Die an COREU angeschlossenen Teilnehmer (Stand 2013) sind:
- je ein Kommunikationsteilnehmer in den Hauptstädten der EU (seit 1973[6]) In Deutschland ist der Teilnehmer der Europäische Korrespondent (EU-KOR) im Auswärtigen Amt.[7] In Österreich befindet sich der europäische Korrespondent im Referat II.1.a des Bundesministeriums für Europa, Integration und Äußeres.[1]
- der Korrespondent (seit 1982[6]) der Europäischen Kommission sowie passive Empfänger in EU-Vertretungen
- das Sekretariat des Europäischen Rats
- der Europäische Auswärtige Dienst (das für außenpolitische Fragen zuständige Sekretariat seit 1987[6])

## Verfahren
In einer Beschreibung des Berufs eines Diplomaten beschreibt der deutsche Diplomat und Hochschullehrer Pascal Hector das Abstimmungsverfahren mit COREU. Über das COREU-System werden zeitgleich alle Teilnehmer angeschrieben. Alle Teilnehmer müssen sich innerhalb einer vorgegebenen Frist zu dem Schreiben äußern, sofern sie Einwände haben. Schweigen, d. h. keine Meldung innerhalb der Frist, wird als Zustimmung gewertet. Fragen, auf die sich die Korrespondenten geeinigt haben, werden in der Regel auf den höheren Ebenen des Europäischen Rats oder dem Ausschuss der Ständigen Vertreter der Mitgliedstaaten (AStV) nicht erneut diskutiert. Konnte keine Einigkeit erreicht werden, dann wird die Diskussion aufbereitet und im AStV diskutiert.

## Datenvolumen und technische Details
COREU funktioniert als Hub-and-Spoke-System mit dem Hub in Brüssel. Betrieben wird das Netzwerk durch das INTCEN (vormals Joint Situation Centre, JSC). Die technische Infrastruktur befindet sich dort in einem Gebäude des EU-Rates. COREU kann als fortschrittliches Telexsystem mit verschlüsselten Nachrichten über dedizierte Terminals beschrieben werden. Wenn eine Nachricht am Ziel angekommen ist, dann wird sie dort mit den lokalen Mitteln weiterverteilt. Umgekehrt werden Nachrichten der Regierungen über lokale Medien bis zum Korrespondenten übermittelt und von dort an mit COREU nach Brüssel übermittelt (Point-to-Point).
Über das Netzwerk wurden 2010 ca. 8500 Mitteilungen verteilt.

## Geschichte
1973 wurde ein Telex-basiertes Kommunikationssystem unter dem Namen COREU eingerichtet. Angeschlossen waren ursprünglich nur die Außenministerien in den EU-Hauptstädten. Dieses Telexsystem wurde 1997 durch ein E-Mail-System CORTESY (COREU Terminal Equipment System) ersetzt. Trotz der technischen Neuerung wurde aber der Name beibehalten.
Im Dezember 2018 veröffentlichten ZDNet (Zero Day) und weitere Korrespondenten unter Berufung auf die New York Times, dass das COREU-Netzwerk durch Hacker eines chinesischen Geheimdienstes ausspioniert wurde. Die New York Times hatte am 18. Dezember 2018 einen Bericht zu diesem Thema veröffentlicht und berief sich dabei auf den Kalifornischen IT-Sicherheitsanbieter Area-1. Nach Angaben von Area-1 wurden solche Aktivitäten seit 2015 beobachtet und 2018 öffentlich gemacht. Anscheinend hatte sich die Hackergruppe über eine Phishing-Attacke auf das zypriotische Außenministerium Zugang zum Netz verschaffen können. In der gleichen Kampagne wurden auch weitere internationale Organisationen elektronisch attackiert. In der Folge erlangte der chinesische Geheimdienst Zugang zu tausenden vertraulichen Dokumenten des COREU-Netzes.